# Drosera filiformis
Drosera filiformis este o specie de plante carnivore din genul Drosera, familia Droseraceae, ordinul Caryophyllales, descrisă de Constantine Samuel Rafinesque.
Este endemică în:
- Delaware.
- Florida.
- North Carolina.
- New Jersey.
- New York.
- South Carolina.

## Subspecii
Această specie cuprinde următoarele subspecii:
- D. f. filiformis
- D. f. tracyi

## Galerie

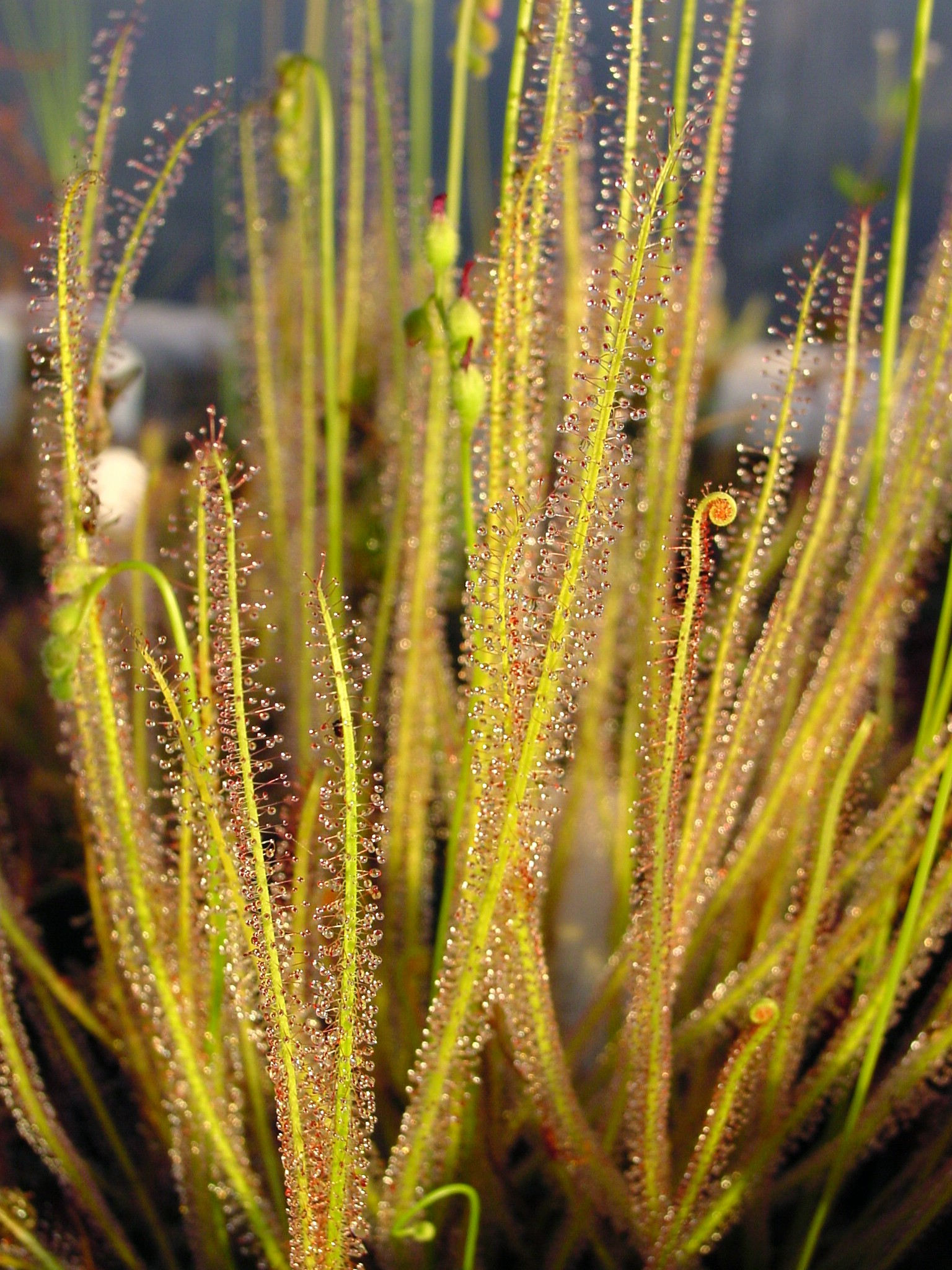
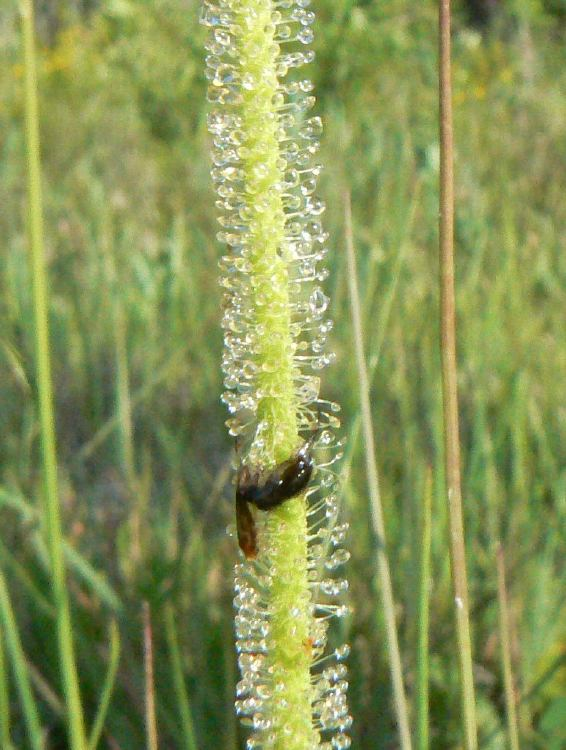
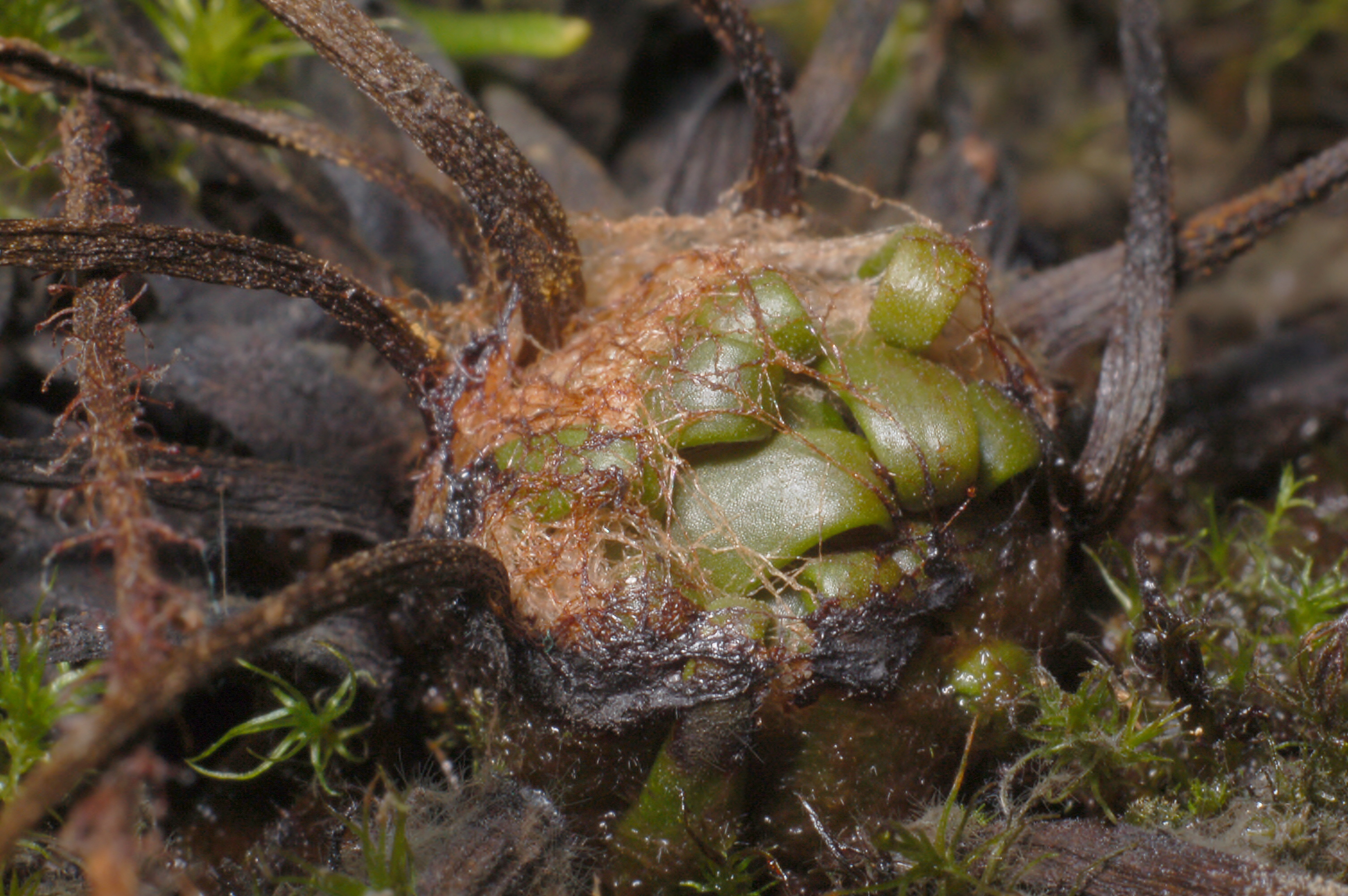
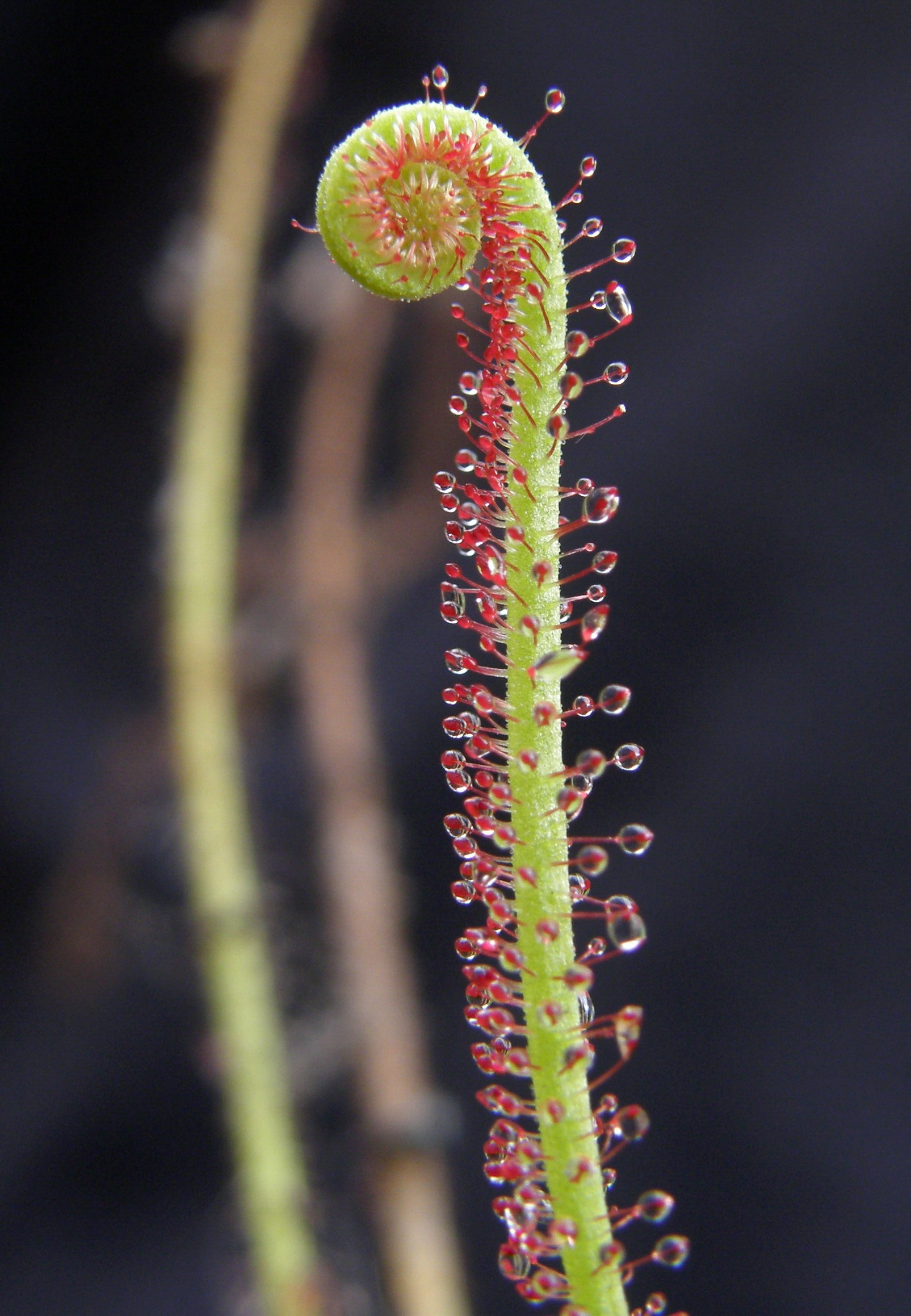
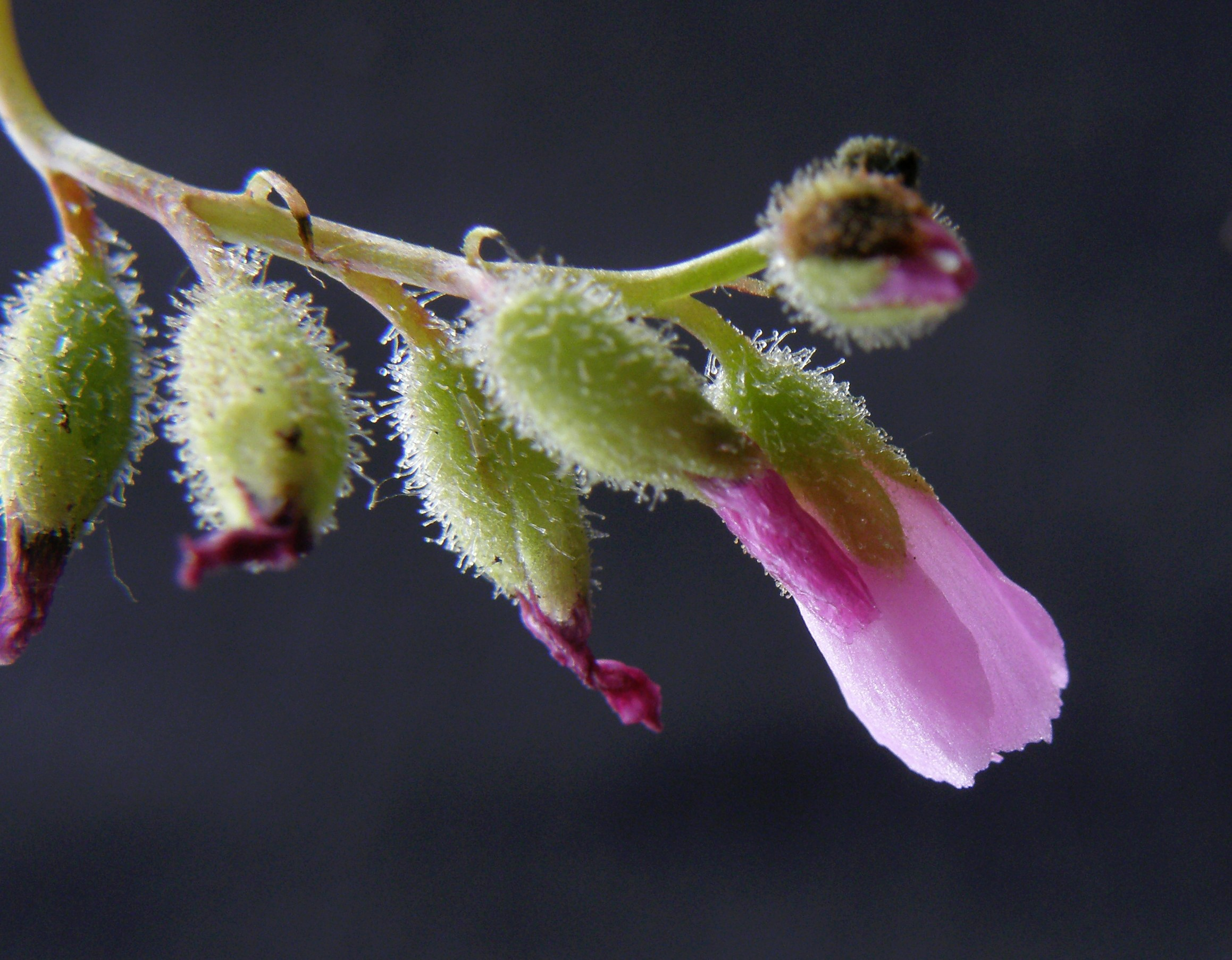
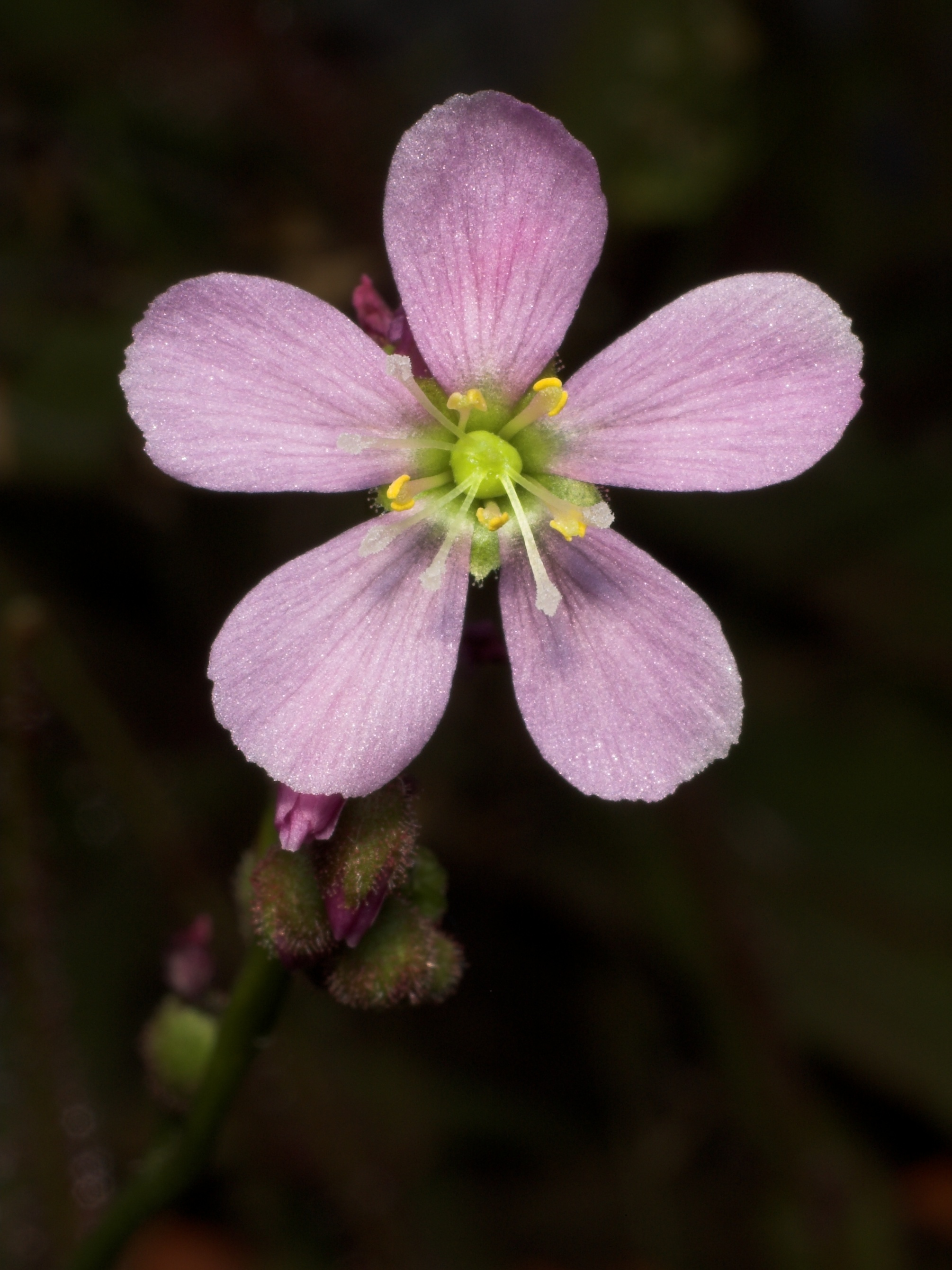